# Giulio Tadolini
Giulio Tadolini (Roma, 22 de octubre de 1849 – ibid. 18 de abril de 1918) fue un escultor italiano de tradición académica.

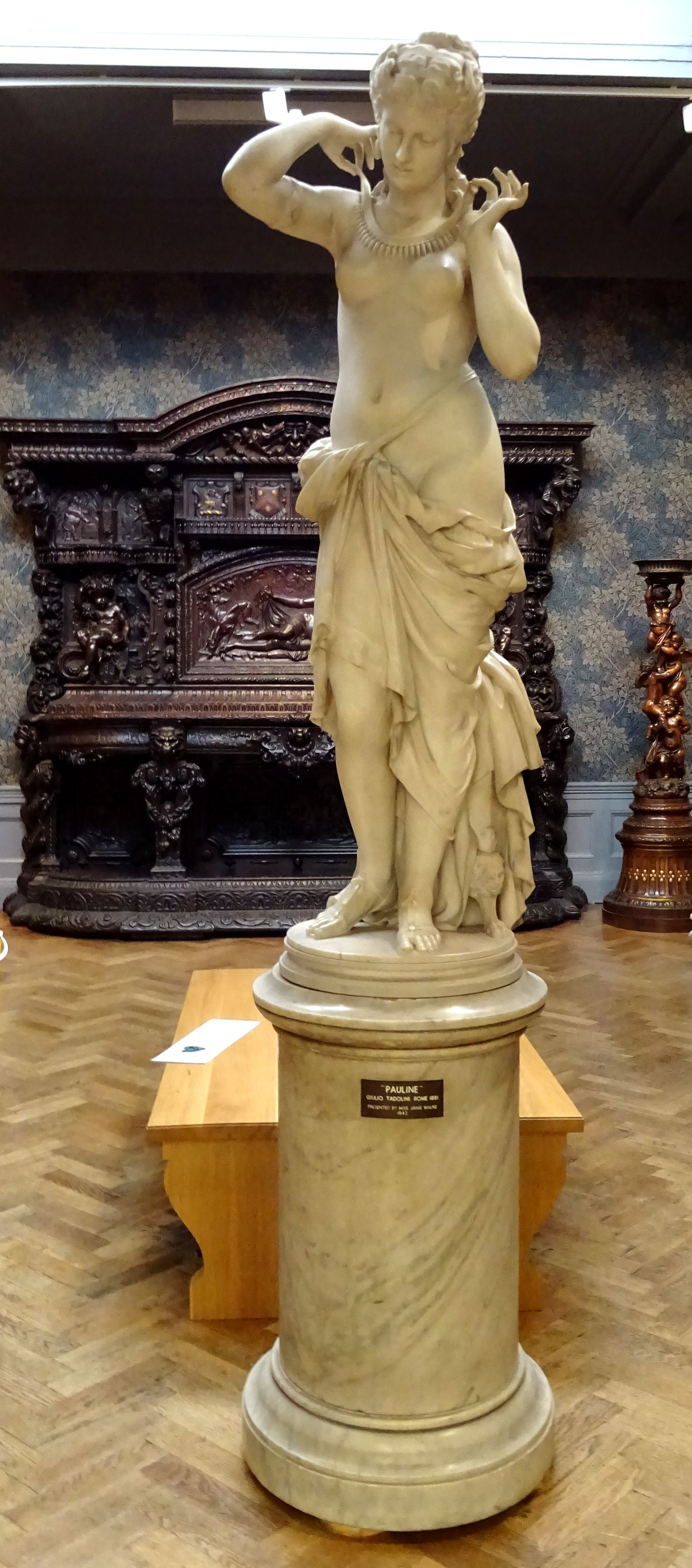
Paulina - 1881

Nació y murió en Roma, donde desarrolló su carrera en el taller familiar, heredado de su padre Scipione Tadolini (1822-1892), hijo de Adamo Tadolini, aprendiz predilecto de Antonio Canova. Antes de convertirse en escultor, estudió pintura con Cesare Fracassini.
La estrecha relación entre Canova y los escultores de la familia Tadolino se pone de relieve en el Museo Canova-Tadolino de Roma.

## Obra
Además de sus numerosos bustos y esculturas conmemorativas para particulares, realizó esculturas para tres famosos monumentos públicos: el monumento a Víctor Manuel II en Perugia  (Monumento Ecuestre de Vittorio Emanuele II, 1890), los monumentos funerarios de Humberto I (1900, Panteón) y del papa León XIII (1907) en la archibasílica de San Juan de Letrán, en las que combina las convenciones barrocas en los gestos de las figuras realizadas en mármoles blancos y policromados, con un realismo teatral y una representación magistral de las texturas de la piel y los tejidos.
También esculpió para la basílica de Notre-Dame de Montligeon en Orne, la estatua monumental de Nuestra Señora del Libertador que domina el altar mayor y que fue instalada allí en 1919.
Entre otras obras suyas se encuentran los monumentos a Guido Baccelli (Galería Nacional de Arte Moderno en Roma), al marqués Gándara (Madrid), a monseñor José Sebastián de Goyeneche (Arequipa) y a Antonio Scialoja (Procida). Para el Instituto Nacional de Seguridad Social Italiano (INPS) realizó el busto de Alfonso Doria Pamphili Landi.